# Spanish International 1986
Die Spanish International 1986 im Badminton fanden in Vigo statt. Es war die 13. Auflage des Turniers, parallel auch als Tournament City of Vigo betitelt.

## Titelträger
| Disziplin    | Sieger                             |
| ------------ | ---------------------------------- |
| Herreneinzel | Jurgen van der Pot                 |
| Dameneinzel  | Doris Gerstenkorn                  |
| Herrendoppel | José Isasi Eddy van Herbruggen     |
| Damendoppel  | Netty Ooms Ingrid Rogiers          |
| Mixed        | Jurgen van der Pot Bettina Villars |